# Synodontis brichardi
Synodontis brichardi är en fiskart som beskrevs av Poll, 1959. Synodontis brichardi ingår i släktet Synodontis och familjen Mochokidae. IUCN kategoriserar arten globalt som sårbar. Inga underarter finns listade i Catalogue of Life.